# IBM Personal System/2
El Personal System/2 o PS/2 va ser la tercera generació d'ordinadors personals d'IBM, llançats el 1987. La línia PS/2 va ser creada per l'IBM en un intent de recuperar el control del mercat de PC amb la introducció d'una arquitectura avançada, encara propietària. Una considerable presència d'IBM en el mercat, a més de la fiabilitat dels PS/2 va assegurar que els sistemes serien venuts en quantitats relativament grans, especialment per a les grans empreses. No obstant això, els fabricants importants es van oposar a les condicions de llicència d'IBM per desenvolupar i vendre maquinari compatible, en particular pel que fa a la cobrança de royalties per cada màquina. També, l'evolució de l'arquitectura Wintel estava veient un període de dràstiques reduccions de preu, de manera que aquests esdeveniments van impedir el PS/2 de retornar el control del mercat de PC a l'IBM.
A causa dels costos més alts de l'arquitectura, els clients preferien PC de la competència que van estendre l'arquitectura existent en lloc d'abandonar-la per alguna cosa nova. No obstant això, moltes de les innovacions del PS/2, com el UART 16550 (port sèrie), disquet de 3,5 polzades i 1440 KB, mòduls SIMM de 72 contactes, el teclat i ratolí PS/2, i l'estàndard de vídeo VGA, s'han convertit en estàndards en el mercat de PC en general.
El sistema operatiu OS/2 va ser anunciat al mateix temps que la línia PS/2 i estava destinat a ser el principal sistema operatiu per als models amb Intel 286 o posteriors. No obstant això, en el moment dels primers enviaments, només el PC-DOS estava disponible. OS/2 1.0 (només en mode text) i Microsoft Windows 2.0 només van estar disponibles diversos mesos després. IBM també va llançar l'AIX PS/2, un sistema operatiu UNIX per als models PS/2 amb processadors Intel 386 o posteriors.

## Tecnologia
El PS/2 d'IBM va ser dissenyat per mantenir-se compatible amb el programari de la seva línia d'ordinadors PC/AT/XT sobre els quals es va construir el creixent mercat de PC clònics, però el maquinari és molt diferent. El PS/2 tenia dos BIOS - un s'anomenava «ABIOS» (Advanced BIOS) que va proporcionar una nova interfície de mode protegit i va ser utilitzat per l'OS/2, i l'altre va ser anomenat «CBIOS» (Compatible BIOS) que es va incloure perquè el PS/2 mantingués la compatibilitat amb el programari per a PC/AT/XT.

### Micro Channel Architecture

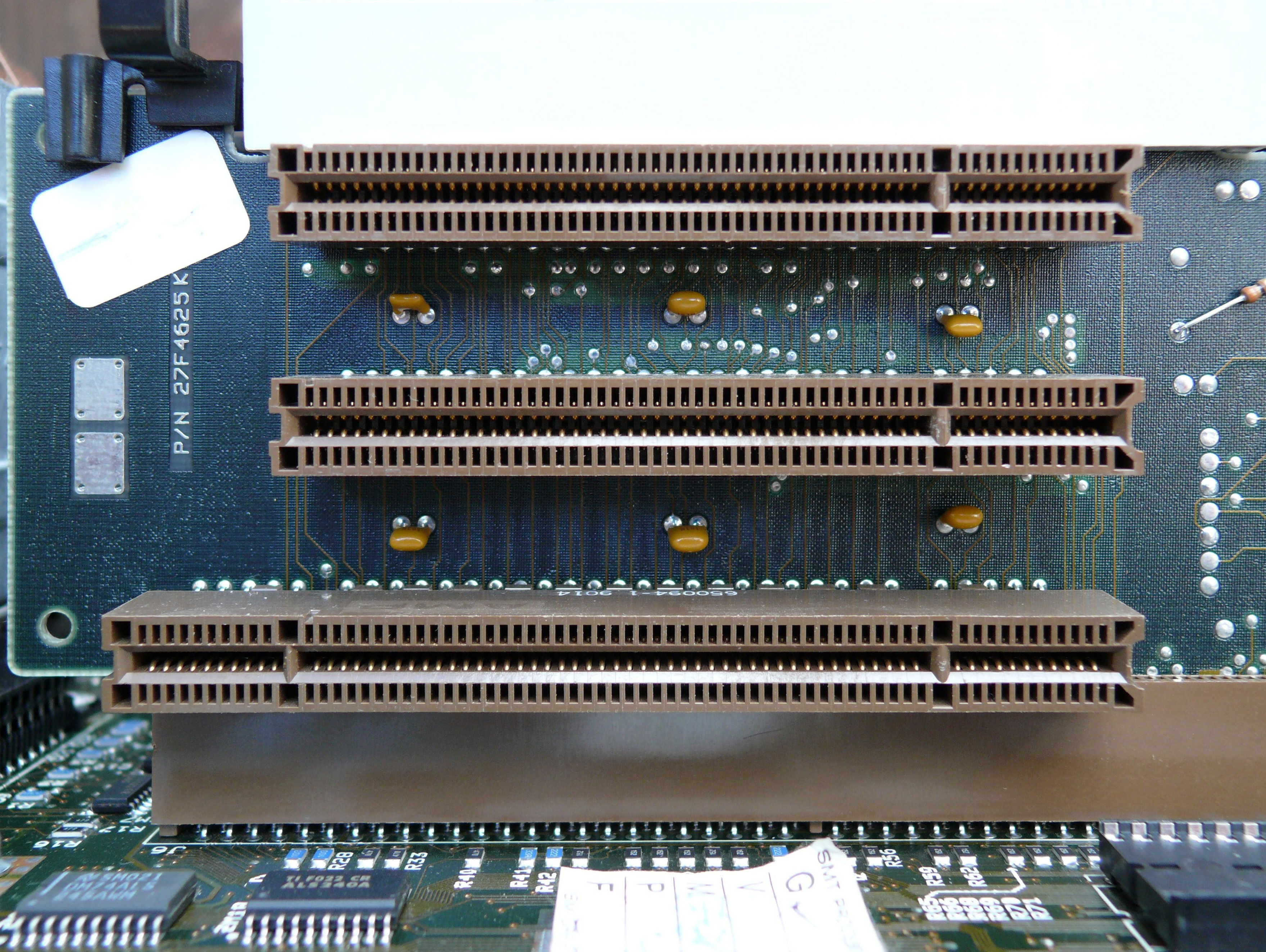
Dues ranures d'expansió MCA de 16 bits «normals» (a la part superior) i una amb AVE (Auxiliary Video Extension) per a targeta de vídeo 8514/A.

Amb la línia IBM PS/2, també s'ha introduït la Micro Channel Architecture (MCA). L'MCA era conceptualment similar a l'arquitectura de canals dels mainframes IBM 360. L'MCA era tècnicament superior a l'ISA i va permetre taxes de transferència més altes per les comunicacions dins del sistema. L'MCA va oferir molts avenços no vistos en altres estàndards fins a diversos anys després. Les taxes de transferència estaven a l'una amb l'estàndard PCI, molt posterior. L'MCA permetre la gestió de transaccions simultànies una a una, targeta a targeta, i de targetes múltiples per a processador que és una característica del format de bus PCI-X. Capacitat de masterització de bus, arbitratge de bus, i una forma (limitada) de gestió de BIOS Plug and Play de maquinari són tots beneficis de l'MCA. No obstant això, mai l'MCA ha aconseguit una gran acceptació fora de la línia PS/2 a causa d'incompatibilitats amb el bus ISA. IBM va oferir vendre una llicència de MCA a qualsevol que pogués pagar els royalties.

### Teclat/ratolí

#### Disseny

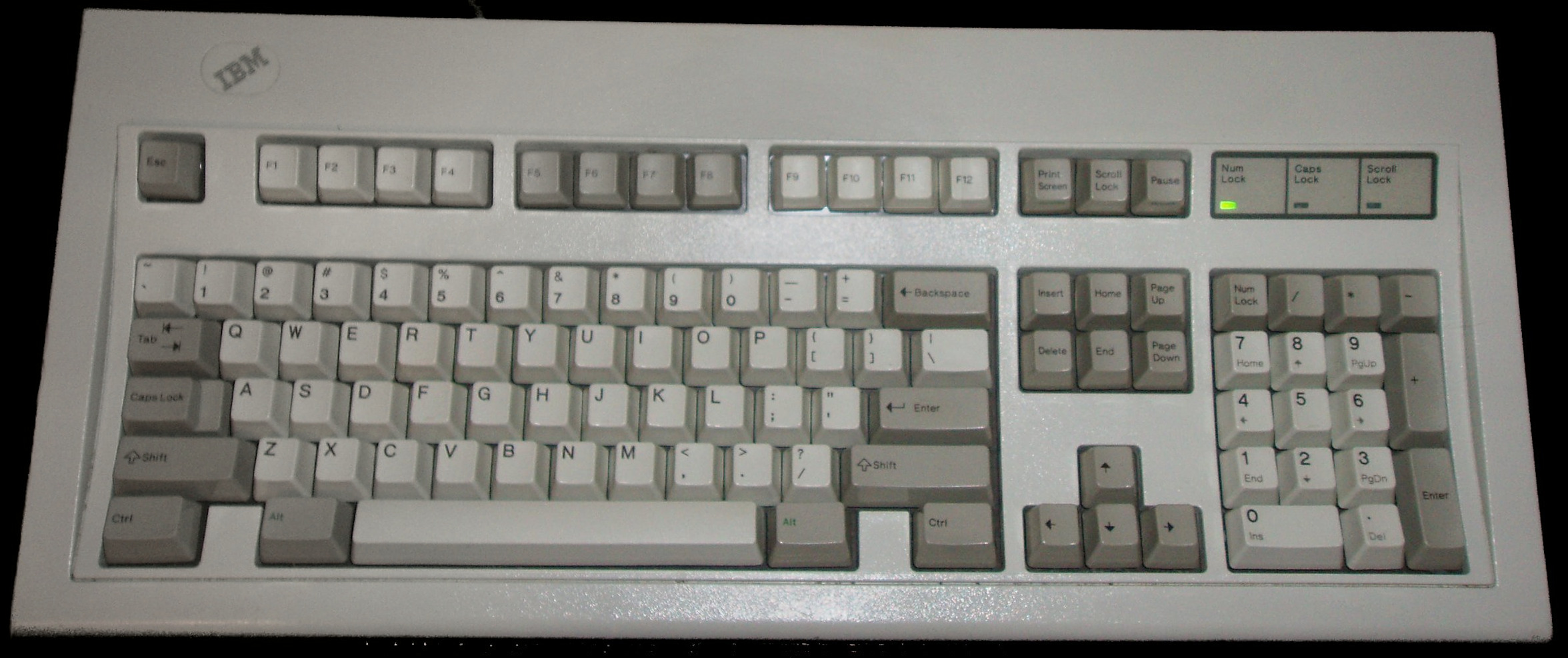
Teclat IBM Model M, P/N 1391401, fabricat el 1989.

El teclat PS/2 Model M d'IBM va utilitzar la mateixa disposició de 101 tecles del teclat anterior IBM PC/AT estès, el mateix derivat del teclat del PC original d'IBM. Variants europeus tenien 102 tecles amb l'addició d'una tecla extra a la dreta de la tecla de majúscules esquerra. El model M, que utilitza un mecanisme de ressort a vinclament, se segueix fabricant per Unicomp.

### Interfície

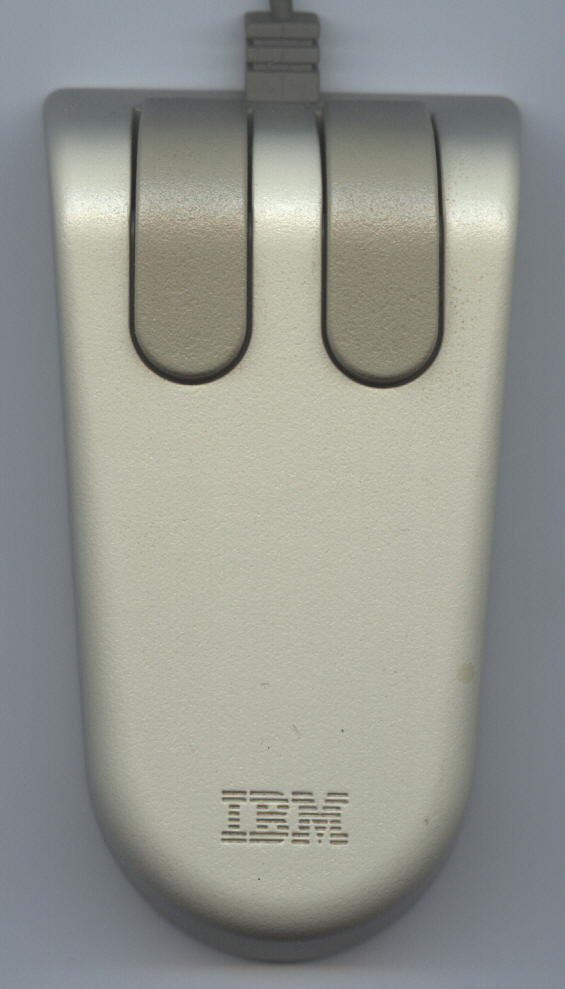
Ratolí PS/2 original d'IBM.

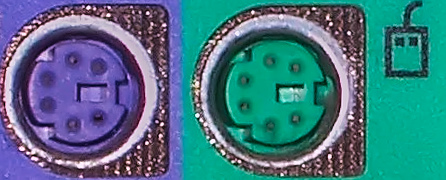
Els ports de connexió PS/2 (posteriorment color de morat per al teclat i verd per al ratolí - estàndard PC 97) van ser, en altre temps, habitualment utilitzats per connectar dispositius d'entrada.

Els sistemes PS/2 han introduït una nova especificació per les interfícies de teclat i ratolí, que encara estan en ús avui en dia i per tant, s'anomenen interfícies «PS/2». La interfície de teclat PS/2 era electrònicament idèntica a l'arrelada interfície AT, però el connector del cable s'ha canviat del connector DIN de 5 pins a la interfície mini-DIN més petita, de 6 pins. El mateix connector i una interfície sèrie síncrona semblant van ser utilitzats per al port del ratolí PS/2. A més, el PS/2, va presentar un nou programari d'àrea de dades coneguda com l'Àrea de dades estesa de la BIOS (EBDA). El seu ús principal va ser la d'afegir una nova àrea de memòria intermèdia per al port de ratolí dedicat. Això també ha requerit fer un canvi en la «tradicional» Àrea de dades de la BIOS (BDA), que era necessària llavors per apuntar a l'adreça base de l'EBDA.

### Gràfics

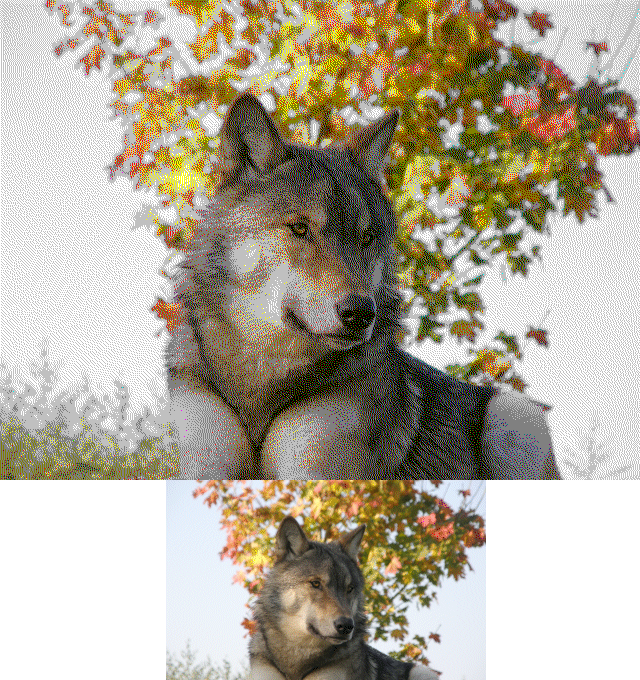
Exemples d'imatges VGA en els modes 640×480×16 (part superior) i 320×200×256 (part inferior). El tramat s'utilitza per emmascarar les limitacions de color.

La major part de la gamma inicial dels models PS/2 estava equipada amb una nova memòria intermèdia (framebuffer) coneguda com a Video Graphics Array, o VGA per abreujar. Aquesta ha efectivament reemplaçat l'estàndard EGA anterior. VGA va tenir la memòria gràfica augmentada per a 256 KB i proporciona resolucions de 640×480 amb 16 colors i 320×200 amb 256 colors. VGA també va proporcionar una paleta de 262.144 colors (en contrast amb la paleta de 64 colors d'EGA). L'IBM 8514 i posteriors estàndards de pantalla d'ordinador XGA es van introduir també en la línia PS/2. Encara que el disseny d'aquests adaptadors no es va convertir en un estàndard de la indústria com VGA va fer, la seva resolució de 1024×768 píxels fou posteriorment àmpliament adoptada com un estàndard per altres fabricants, i «XGA» es va convertir en sinònim d'aquesta resolució de pantalla. Els PS/2 Model 25 i Model 30, però, no inclouen VGA. En aquests models econòmics, l'IBM va optar per utilitzar MCGA, que era un pas intermedi entre CGA i VGA, però lamentablement no tenia compatibilitat EGA.

### Connector de vídeo VGA

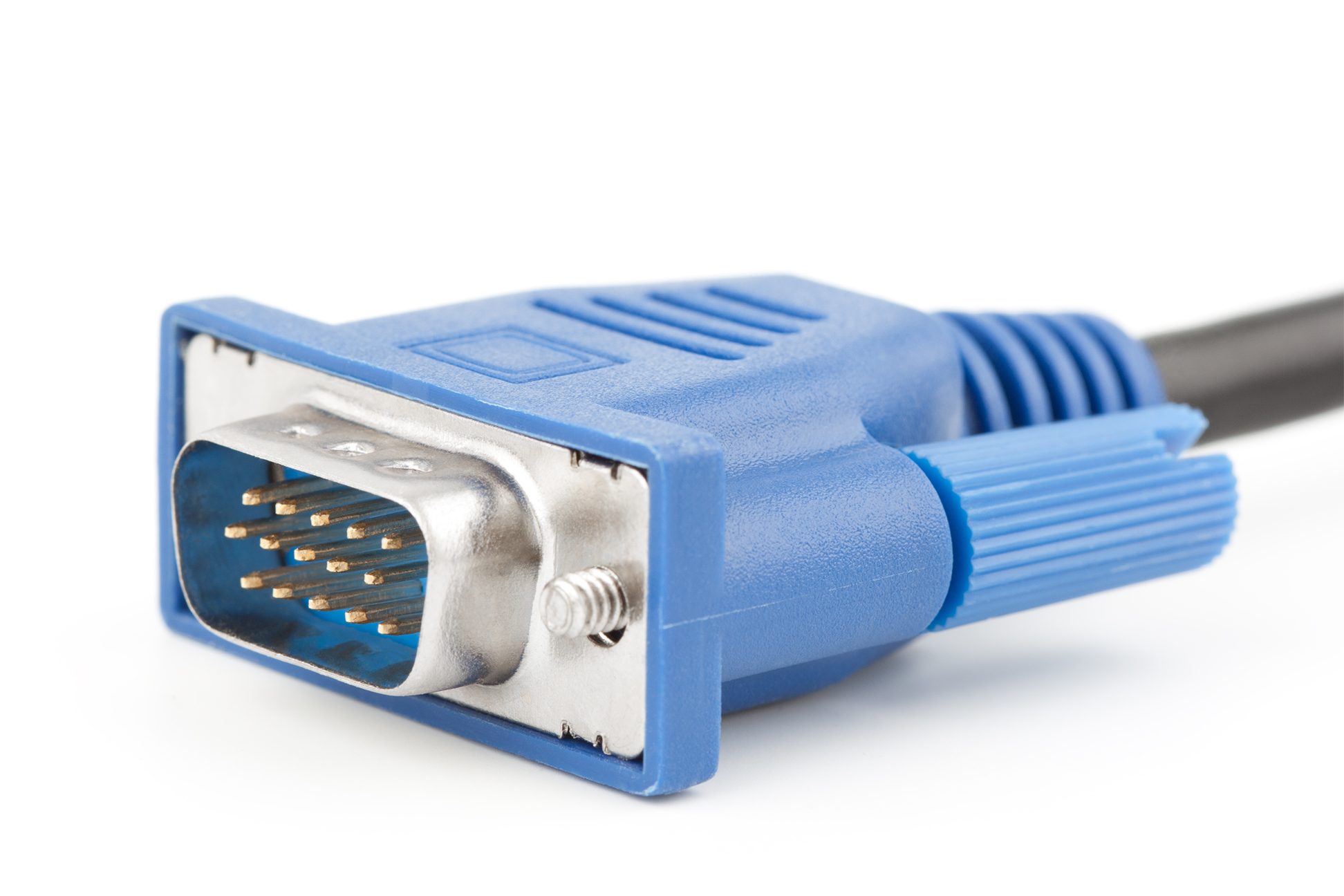
Un cable VGA amb connector DE-15 mascle

Tots els nous sistemes gràfics PS/2 (ja sigui MCGA, VGA, 8514, o posteriorment XGA) han utilitzat un connector D-sub de sortida de vídeo de 15 pins. Va utilitzar senyals RGB analògics, en lloc de setze o seixanta-quatre línies fixes de color com en els anteriors monitors CGA i EGA, permetent augments arbitraris en la profunditat de color (o nivells de gris) en comparació amb els seus predecessors. També va permetre que es connectessin pantalles analògiques en escala de grisos; a diferència dels sistemes anteriors (com l'MDA i HGC) era transparent al programari, permetent que tots els programes compatibles amb els nous estàndards siguin executats sense modificacions, qualsevol que sigui el tipus de pantalla utilitzada. Aquestes pantalles en escala de grisos eren relativament barates durant els primers anys de disponibilitat del PS/2 i molt habitualment adquirides amb els models de gamma més baixa. El connector VGA es va convertir en l'estàndard de facto per a la connexió de monitors i projectors en el transcurs de la dècada del 1990, en substitució d'una varietat de connectors anteriors en maquinari no PC compatible.

### Emmagatzematge

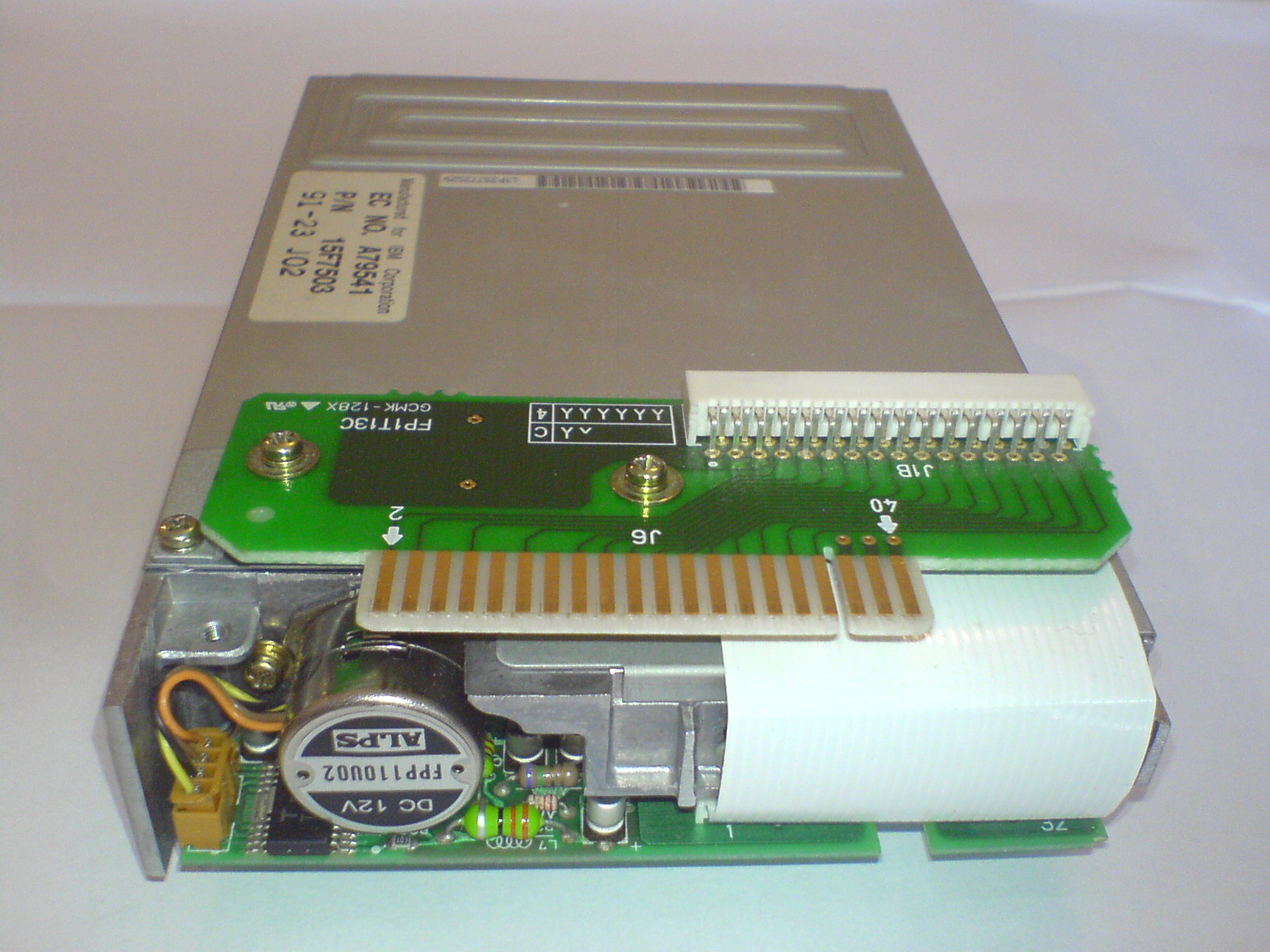
Unitat de disquet del PS/2 Model 70 (vista posterior)

Encara que els disquets de 3,5" eren cada cop més comuns en la indústria el 1987, els PS/2 van ser els primers equips d'escriptori d'IBM a usar-los com a estàndard, relegant el format 5,25" a un car disc extern accessori, opcional. Mentre que el format de disc en si era estàndard, l'IBM va optar per utilitzar una forma no estàndard per a les unitats de disc, el que va resultar en costos de reparació molt alts, ja que una unitat estàndard no podia ser adaptada a un port PS/2. La peça d'IBM era funcionalment idèntica a una unitat de disquets estàndard de 3,5". En la sèrie inicial, l'IBM va utilitzar unitats de capacitat de 720 kB, doble densitat (DD), en els models basats en 8086 i 1,44 MB d'alta densitat (HD) en els models basats en 80286 i superiors. Al final de la línia PS/2, s'havien traslladat a una capacitat una mica estandarditzada de 2,88 MB. Unitats de disquet PS/2 eren famoses per no tenir un detector de capacitat. Disquets d'1,44 MB tenen un orifici perquè les unitats puguin identificar els disquets de 720 KB, evitant que els usuaris 	formatessin discos de menor capacitat a la capacitat més gran (fer-ho funcionaria, però amb una tendència més alta de pèrdua de dades). Fabricants de clònics han implementat la detecció dels orificis, però l'IBM no ho va fer. Com a resultat d'això, un disquet de 720 kB pot ser formatat per 1,44 MB en un PS/2, però el disquet resultant només seria llegible per una màquina PS/2.

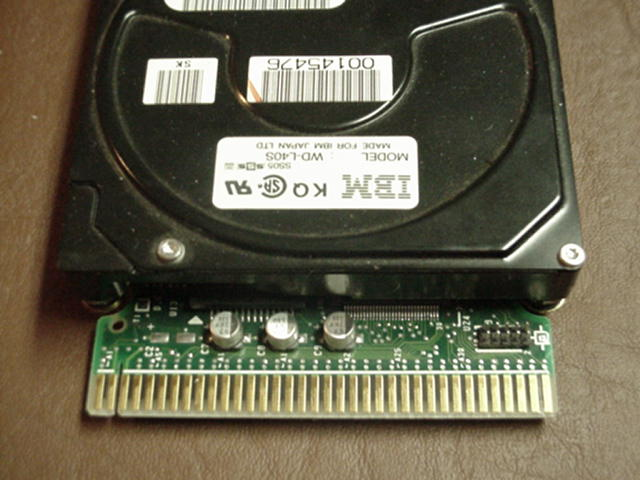
Vista propera de l'inusual connector MCA de disc dur intern de 72 pins.

El PS/2 va precedir al desenvolupament de la unitat de CD-ROM. A causa de l'estandardització del PS/2 en unitats de 3,5" en general no hi ha badies internes o mètodes d'interconnexió per a una unitat de CD-ROM i que tenia de ser afegida com un dispositiu extern, usant una costosa interfície SCSI.
Els PS/2 van usar diferents tipus de discs durs interns. Alguns models utilitzaran ATA/IDE, mentre que altres utilitzaran una interfície de disc especial personalitzada, comunament nomenada unitat ESDI, però que incorporava energia i dades en un únic connector, com es mostra a la foto de l'esquerra. Normalment, el PS/2 només permetia l'ús d'un disc dur a l'interior de la carcassa de l'ordinador. Emmagatzematge addicional era instal·lada exteriorment, mitjançant la interfície SCSI.

### Memòria
El PS/2 ha introduït la RAM SIMM de 72 pins, que es va convertir en l'estàndard de facto per mòduls de memòria RAM en mitjans dels anys 1990, en els últims 486 i en les primeres màquines Pentium d'escriptori. Els SIMM tenien 32 o 36 bits d'ample, i van reemplaçar l'antic estàndard SIPP de 30 pins (8/9 bits), que era molt menys convenient, perquè s'havia d'utilitzar quatre SIPP a la vegada per coincidir amb l'ample del bus d'un sistema de 32 bits. Mòduls SIMM de 72 pins també van tindre capacitats d'emmagatzematge més grans.

## Models
A la taula de sota, veiem una comparació entre els primers quatre models de PS/2 llançats per l'IBM a l'abril de 1987. Una llista completa dels models es pot obtenir a l'enllaç IBM PS/2 Personal Systems Reference Guide dels enllaços externs.

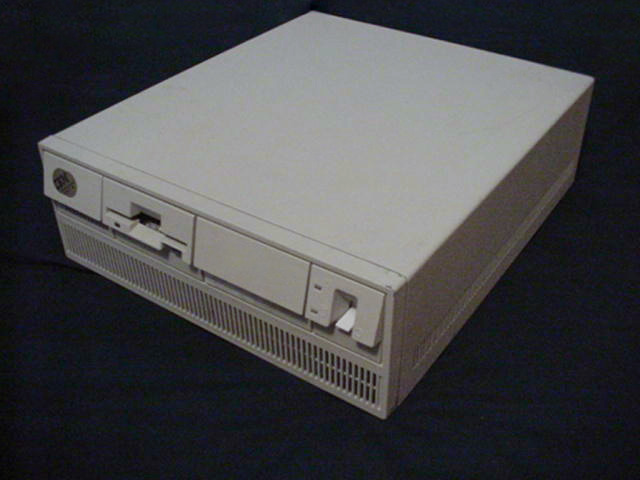
Un PS/2 Model 70.

| IBM PS/2           |               |                  |                  |                  |
| Característiques   | Model 30      | Model 50         | Model 60         | Model 80         |
| ------------------ | ------------- | ---------------- | ---------------- | ---------------- |
| UCP                | Intel 8086    | Intel 80286      | Intel 80286      | Intel 80386      |
| RAM                | 640 KB        | 1-7 MB           | 1-15 MB          | 1-16 MB          |
| Disquet            | 3,5" (720 kB) | 3,5" (1,44 MB)   | 3,5" (1,44 MB)   | 3,5" (1,44 MB)   |
| Disc dur           | 20 MB         | 20 MB            | 44, 70 o 115 MB  | 44, 70 o 115 MB  |
| Ranures d'expansió | 3             | 3                | 7                | 7                |
| Sistema operatiu   | PC-DOS 3.3    | PC-DOS 3.3, OS/2 | PC-DOS 3.3, OS/2 | PC-DOS 3.3, OS/2 |